# Franco Massa
Franco Massa (Cocconato d'Asti, 22 febbraio 1940 – Cocconato d'Asti, 5 marzo 2023) è stato un imprenditore italiano.

## Biografia
Nel 1976, insieme alla moglie Marisa Bianchin, Franco Massa, fino a quel momento piccolo imprenditore nel settore della pelletteria, fondò a Cocconato d'Asti il primo magazzino di logistica per il Gruppo Finanziario Tessile di Torino. Nello stesso anno diede origine al gruppo Conbipel, successivamente sviluppatosi in una rete di negozi di abbigliamento operanti in Italia e all'estero.
Nel 1998 gli fu conferita dal presidente della Repubblica Oscar Luigi Scalfaro l'onorificenza di Cavaliere dell'Ordine "al Merito della Repubblica".
Lasciò nel 2007 la gestione dell'azienda, che allora contava 160 punti vendita e 2.500 dipendenti.
Massa è morto ultraottantenne il 5 marzo 2023, a Cocconato.

## Vita privata
Dal suo matrimonio nacquero tre figli.